# Gorżdy
Gorżdy (lit. Gargždai (wymowaⓘ)) to miasto w zachodniej Litwie, położone w okręgu kłajpedzkim w rejonie kłajpedzkim, siedziba starostwa Gorżdy, 15 212 mieszkańców (2001).
Posiada prawa miejskie od 1792 r.
Podczas okupacji hitlerowskiej, w lipcu 1941 roku Niemcy utworzyli getto dla żydowskich mieszkańców. Przebywało w nim około 500 osób. 16 września 1941 roku Niemcy zlikwidowali getto, a Żydów zamordowano w lesie Vežaitine. Sprawcami zbrodni były litewskie służby bezpieczeństwa dowodzone przez Ildefonsasa Lukauskasa. 

## Miasta partnerskie
- Iława